# Santa Eulàlia de Figuerola de Meià
Santa Eulàlia de Figuerola de Meià és una església de Figuerola de Meià al municipi de Camarasa (Noguera) inclosa a l'Inventari del Patrimoni Arquitectònic de Catalunya.

## Descripció
Temple amb moltes modificacions. Té una nau amb volta de canó dividida per un arc toral i separada del presbiteri, que està cobert amb una cúpula, per un arc triomfal. Dues capelles laterals, amb dues arcades de mig punt, formen una mena de creuer. L'altre tram, amb dues arcades de mig punt, té una altra capella amb volta de canó on es troba la pica baptismal. La porta és un arc de mig punt amb dovelles de pedra, completant la façana hi ha un rosetó i una espadanya de dues obertures. El cementiri es troba annex a l'església.

## Història
Va ser reformada després de la guerra civil.